# Viva tutto!
Viva tutto! è il primo libro scritto da Lorenzo "Jovanotti" Cherubini e Franco Bolelli e pubblicato da ADD editore il 30 novembre 2010. Il titolo del libro è il saluto con cui Jovanotti conclude le sue e-mail agli amici.
Il libro raccoglie le e-mail che i due autori si sono scambiati durante la preparazione dell'album musicale Ora, e contiene le loro riflessioni su temi come l'arte, la cultura, l'ecologia, le donne, la musica, il cinema.

## Edizioni
- Lorenzo Cherubini, Franco Bolelli, Viva tutto!, add editore, 2010, ISBN 978-88-96873-18-2.